# Diócesis de Obuasi
La diócesis de Obuasi (en latín: Dioecesis Obuasiensis y en inglés: Roman Catholic Diocese of Obuasi) es una circunscripción eclesiástica de la Iglesia católica en Ghana. Se trata de una diócesis latina, sufragánea de la arquidiócesis de Kumasi. Desde el 22 de noviembre de 2014 su obispo es John Yaw Afoakwa.

## Territorio y organización
La diócesis tiene 6350 km² y extiende su jurisdicción sobre los fieles católicos de rito latino residentes en los distritos de: Obuasi, Amansie Central, Amansie Oeste, Adansi Norte, Adansi Sur, Bosumtwi y Atwima Kwanwoma, en la región de Ashanti.
La sede de la diócesis se encuentra en la ciudad de Obuasi, en donde se halla la Catedral de Santo Tomás.
En 2021 en la diócesis existían 24 parroquias.

## Historia
La diócesis fue erigida el 3 de marzo de 1995 mediante la bula Apostolicum opus del papa Juan Pablo II, obteniendo el territorio de la diócesis de Kumasi.
Inicialmente sufragánea de la arquidiócesis de Cape Coast, el 22 de diciembre de 2001, tras la elevación de Kumasi a arquidiócesis metropolitana, se convirtió en una de sus sufragáneas.

## Estadísticas
Según el Anuario Pontificio 2022 la diócesis tenía a fines de 2021 un total de 118 744 fieles bautizados.
| Año                                                                             | Población            | Población | Población      | Sacerdotes | Sacerdotes    | Sacerdotes    | Bautizados por sacerdote | Diáconos permanentes | Religiosos | Religiosos | Parroquias |
| Año                                                                             | Bautizados católicos | Total     | % de católicos | Total      | Clero secular | Clero regular | Bautizados por sacerdote | Diáconos permanentes | Varones    | Mujeres    | Parroquias |
| ------------------------------------------------------------------------------- | -------------------- | --------- | -------------- | ---------- | ------------- | ------------- | ------------------------ | -------------------- | ---------- | ---------- | ---------- |
| 1999                                                                            | 81 885               | 930 000   | 8.8            | 29         | 27            | 2             | 2823                     |                      | 10         | 30         | 17         |
| 2000                                                                            | 84 679               | 950 000   | 8.9            | 35         | 31            | 4             | 2419                     |                      | 11         | 26         | 18         |
| 2001                                                                            | 88 104               | 873 500   | 10.1           | 33         | 30            | 3             | 2669                     |                      | 11         | 23         | 18         |
| 2002                                                                            | 84 479               | 950 000   | 8.9            | 37         | 34            | 3             | 2283                     |                      | 10         | 25         | 22         |
| 2003                                                                            | 91 651               | 928 090   | 9.9            | 41         | 36            | 5             | 2235                     |                      | 14         | 31         | 23         |
| 2004                                                                            | 93 687               | 934 808   | 10.0           | 42         | 37            | 5             | 2230                     |                      | 13         | 31         | 21         |
| 2013                                                                            | 107 705              | 1 245 000 | 8.7            | 64         | 58            | 6             | 1682                     |                      | 10         | 27         | 24         |
| 2016                                                                            | 112 348              | 1 331 164 | 8.4            | 72         | 66            | 6             | 1560                     |                      | 10         | 27         | 24         |
| 2019                                                                            | 116 495              | 1 422 321 | 8.2            | 69         | 63            | 6             | 1688                     |                      | 10         | 29         | 24         |
| 2021                                                                            | 118 744              | 1 486 300 | 8.0            | 72         | 66            | 6             | 1649                     |                      | 10         | 29         | 24         |
| Fuente: Catholic-Hierarchy, que a su vez toma los datos del Anuario Pontificio. |                      |           |                |            |               |               |                          |                      |            |            |            |

## Episcopologio
- Thomas Kwaku Mensah † (3 de marzo de 1995-26 de marzo de 2008 nombrado arzobispo de Kumasi)
- Gabriel Justice Yaw Anokye (26 de marzo de 2008-15 de mayo de 2012 nombrado arzobispo de Kumasi)
  - Sede vacante (2012-2014)
- John Yaw Afoakwa, desde el 22 de noviembre de 2014